# Monster High – Mega Monsterparty
Monster High – Mega Monsterparty (Originaltitel: Monster High: Ghoul's Rule!) ist ein Computeranimationsfilm aus dem Jahr 2012 der Regisseure Mike Fetterly und Steve Sacks über die Monster-High-Figuren.

## Handlung
Auf der Highschool für Monster zeigt Lehrer Mr. Rotter den Schülern einen alten Lehrfilm, der sie vor Normalos warnt, die an Halloween Jagd auf Monster machen würden. Die Warnungen vor den Normalos werden von den meisten Schülern zunächst nicht ernst genommen. Als die Schule allerdings mit Eiern und Kürbissen beworfen wird, ändert sich das und Direktorin Bloodgood rät den Monstern, sich zu verstecken oder nur noch verkleidet vor die Tür zu gehen. Frankie Stein widerspricht dem und erklärt, dass sich die Monster nicht dafür schämen sollten, anders zu sein. Sie fordert alle Monster dazu auf, sich ihren Feiertag wieder zurückzuholen. Die Schüler verstehen ihre Forderung allerdings falsch und so plant Cleo de Nile mit einigen Mitstreitern, sich an den Normalos zu rächen. Sie machen sich auf den Weg zur Schule der Normalos, der New-Salem-Highschool. Als sie dort ankommen, ist die Schule mit einem Totenkopf beschmiert. Als die Polizei die Monster sieht, hält diese die Monster für die Täter. Als sie flüchten, gelangen sie auf eine Halloween-Party, wo sie für kostümierte Normalos gehalten werden. Plötzlich taucht auf der Party Lilith auf, die Nichte des berüchtigten Monsterjägers Van Hellscream. Die Monster werden erkannt und müssen wieder davonlaufen.
In der Zwischenzeit haben einige Monster-Schüler einen Plan zu den Katakomben unter der Schule gefunden, auf dem eine Halloween-Halle eingezeichnet ist. Dort erfahren sie, dass Monster an Halloween ursprünglich von den Menschen gefeiert wurden und nicht gehänselt.
Währenddessen wurde Holt Hyde von der Polizei verhaftet, da man glaubt, er wäre für die Verunstaltung der Normalo-Schule verantwortlich. In seiner Zelle verwandelt sich das Monster Hyde jedoch wieder in den Normalo Jackson Jekyll und wird deshalb freigelassen und zur Normalo-Schule gebracht. Dort trifft er auf Clair, ein Normalo-Mädchen, das sich der Gothic-Szene zugehörig fühlt.
Nachdem auch die Normalo-Schule mit Eiern und Kürbissen beworfen wird, erklärt Cleo, dass sich Holt über seinen Critter-Account zu den Taten bekannt hat. Lilith findet inzwischen heraus, dass sich das Monster Holt Hyde hinter dem Normalo Jackson Jekyll verbirgt und er sich immer in ein Monster verwandelt, wenn er Musik hört. Holt wird schließlich mit Hilfe von Lilith von der Polizei gefasst. Holt soll von den Normalos die furchtbarste Monster-Bestrafung erhalten: Er wird an Halloween den Hügel hinaufgetrieben, wo er die „saure Strafe“ erhalten soll.
Inzwischen kommt heraus, dass Holt unschuldig ist und Cleo von den Monstern, sowie Lilith von den Normalos hinter allem stecken. Als sie dem Sheriff ihre Taten gestehen, will dieser davon nichts hören und erklärt, dass er das Monster Holt trotzdem bestrafen wird. Am Halloween-Abend versammeln sich nun die Normalos auf dem Hügel mit Fackeln und Heugabeln, um Holt die saure Strafe zu verpassen. Den Monstern gelingt es jedoch, Holt gerade noch rechtzeitig zu befreien.
Die Normalos stürmen inzwischen die Schule der Monster. Dort werden sie schon in der Halloween-Halle erwartet, wo die Missverständnisse zwischen den Normalos und den Monstern schließlich ausgeräumt werden und alle gemeinsam eine Halloween-Party feiern. Die jahrhundertealte Feindschaft zwischen Normalos und Monstern ist damit beendet.

## Hintergrund
- Der von Mattel Entertainment produzierte Film wurde am 26. Oktober 2012 in den USA auf Nickelodeon ausgestrahlt und hatte seine Erstausstrahlung im deutschen Fernsehen am 22. März 2013 auf Super RTL. Der Film diente dazu, die neu auf den Markt gebrachte Puppenserie „Kostümparty“ (im Original: Ghouls Rule) vorzustellen, welche aus den fünf Figuren Abbey Bominable, Frankie Stein, Cleo de Nile, Draculaura und Clawdeen Wolf bestand.

## Kritiken
„Die "X-Men" grüßen herüber in diesen lauten und gut gelaunten, um trend- und zielgruppengerechte Ansprache bemühten Fantasy-Zeichentrickfilm für Kinder und junge Teenager. Trotz der Horrormotive spielen Schrecken und Gewalt untergeordnete Rollen, Verständigung und Party heißen die unkomplizierten Botschaften.“

„Animationskinderfilm, der seine billig und schnell produzierten Bilder aus dem Computer mit einem lärmenden Popsoundtrack und möglichst grellen Farben zu verkaufen sucht. Auch für die junge Zielgruppe von minderem Unterhaltungswert.“